# 자밀라 (소설)

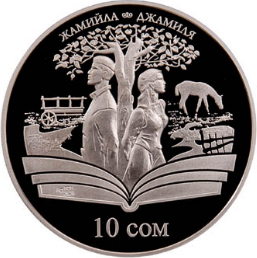
소설 《자밀라》를 주제로 한 키르기스스탄의 기념주화 (2009년 발행)

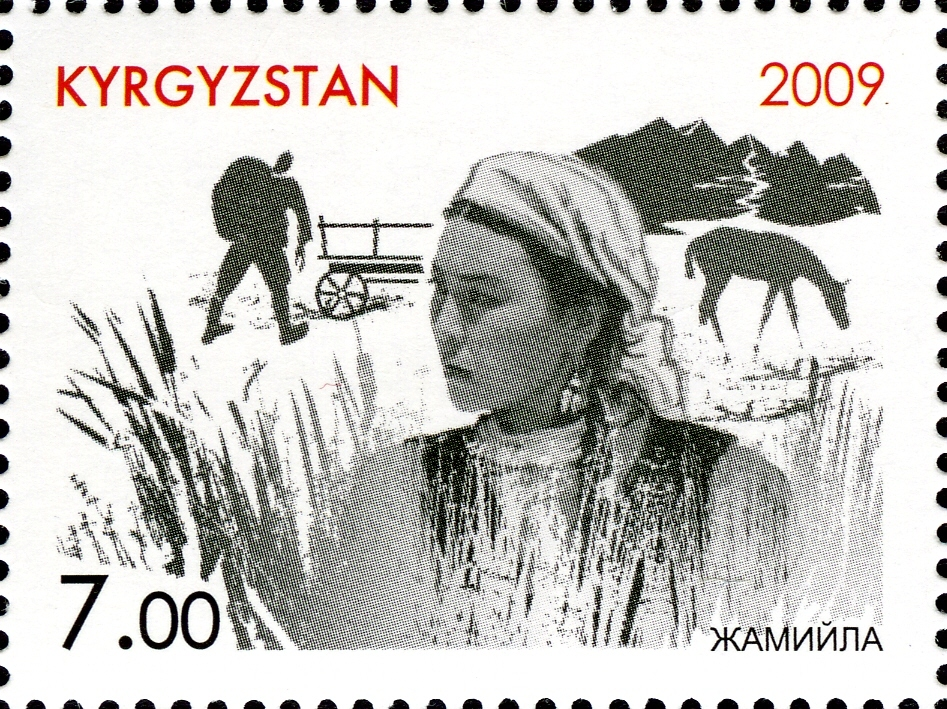
소설 《자밀라》를 주제로 한 키르기스스탄의 우표 (2009년 발행)

《자밀라》(러시아어: Джамиля, 키르기스어: Жамийла)는 키르기스스탄의 작가인 친기스 아이트마토프가 1958년에 발표한 로맨스 소설이다. 제2차 세계 대전 시기의 키르기스스탄의 농촌을 배경으로 한 이 소설은 국제적인 인정을 받았다.

## 줄거리
이 작품의 해설자는 주인공인 자밀라의 남편인 사디크의 동생이자 화가인 세이트이다. 이 이야기는 대조국 전쟁(제2차 세계 대전의 동부 전선)이 진행 중이던 키르기스스탄의 농촌(아울)을 배경으로 한다.
자밀라는 15세인 세이트와 함께 가부장적인 가정에서 살고 있다. 자밀라의 남편인 사디크는 같은 마을에 사는 다른 성인 남자들과 마찬가지로 전선에서 싸우고 있다. 전쟁에서 부상을 입은 다니야르는 마을로 돌아와서 일꾼들이 부족했던 집단농장에서 자밀라와 함께 곡물을 운반하는 데에 도움을 주라는 지시를 받게 된다.
자밀라는 처음에 음침한 다니야르를 놀리지만 두 연인은 서로 사랑에 빠지게 되고 나중에 마을을 떠난다. 자밀라와 디니야르가 마을을 떠나는 것을 우연히 본 세이트는 자기 자신이 자밀라를 사랑했다는 것을 깨닫고 어린 시절과 작별을 고하면서 울게 된다. 앞에서 돌아온 마을 사람들과 사디크는 자밀라의 행동을 비난하지만 세이트는 자밀라의 선택을 받아들인다. 세이트 자신도 곧 고향 마을을 떠나서 화가가 되었다. 세이트는 학교 졸업 작품으로 자밀라와 다니야르를 묘사한 그림을 그린다. 이 그림에 대한 언급은 이야기의 시작과 끝을 함께 맺는다.

## 평가
프랑스의 시인인 루이 아라공은 소설 《자밀라》를 "세상에서 가장 아름다운 사랑 이야기"라고 평가했다. 오스모나쿤 이브라이모프는 이 작품과 아이트마토프 자신 모두에게 음악의 커다란 중요성을 거론한다. 이브라이모프의 견해에 따르면 음악은 작품의 주된 의미 요소라고 한다.

## 번역과 파생 작품
소설 《자밀라》의 러시아어 번역본은 1958년에 안나 드미트리예바에 의해 처음 출간되었다. 1959년에는 루이 아라공에 의해 프랑스어 번역본이 출판되었다. 이 소설은 세계의 모든 주요 언어로 번역되었는데 특히 독일어 번역본은 동독의 학교 교과 과정에 포함되기도 했다.
1960년에는 소련의 작곡가인 미하일 라우흐베르게르가 이 소설을 원작으로 한 오페라 《자밀라》를 작곡했다. 1968년에는 소련의 영화 감독인 이리나 포플랍스카야가 이 소설을 원작으로 한 영화 《자밀라》를 제작했는데 나탈리야 아린바사로바, 수이멘쿨 초크모로프가 주연 배우를 맡았다. 1994년에는 모니카 토이버가 감독을 맡은 독일-키르기스스탄 합작 영화 《자밀라》가 개봉되었다.

## 유산
친기스 아이트마토프는 1963년에 소설 《자밀라》를 포함한 《스텝과 산의 이야기》라는 문학 작품집을 통해 소련 정부로부터 레닌상을 수상했다. 2009년에는 키르기스스탄에서 친기스 아이트마토프와 소설 《자밀라》를 포함한 그의 여러 문학 작품들을 주제로 한 기념주화가 발행되었다. 2009년에는 키르기스스탄에서 친기스 아이트마토프의 문학 작품들을 주제로 한 우표 세트도 발행되었는데 이들 우표 가운데에는 소설 《자밀라》를 주제로 한 우표도 보인다.